# Derecho real
Un derecho real es un poder jurídico que ejerce una persona (física o jurídica) sobre una cosa; regula la Propiedad, y los derechos y obligaciones concernientes a la propiedad.  Este poder puede ser directo e inmediato o indirecto y mediato, y puede suponer un aprovechamiento total o parcial, siendo este derecho oponible a terceros. La figura proviene del Derecho romano ius in re o derecho sobre la cosa (ver Derecho de cosas). Es un término que se utiliza en contraposición a los derechos personales o de crédito. Los principales derechos reales son la propiedad, el usufructo, la servidumbre, la hipoteca, la prenda, la anticresis, la enfiteusis y el censo. La posesión puede ser o no un derecho real según el ordenamiento jurídico.

## Concepto
Una concepción de la teoría  de los derechos reales es: «derecho real, el titular adquiere un poder inmediato y directo sobre un bien, que puede ser ejercitado y hecho valer frente a todos»[cita requerida]
La concepción obligacionista o personalista y las concepciones unitarias consideran que de los derechos reales deriva un deber de abstención u obligación pasiva que se impone a todo el mundo (erga omnes). Se ha señalado que esta tesis no parece aceptable, dado que existen innumerables casos en los que no hay tal invasión y la actividad del titular se desarrolla pacíficamente. Los derechos reales no podrían ser solo una facultad o poder de exclusión, ya que llevaría a concluir que el derecho de propiedad sobre una cosa mueble no nacería hasta que un tercero la hurta o roba.
Una concepción intermedia establece dos elementos de los derechos reales:
- Un poder del sujeto sobre la cosa de contenido económico.
- Una relación del sujeto con terceros: garantía jurídica o formal.

Otra concepción señala que son derechos reales aquellos derechos subjetivos que atribuyen a su titular un poder inmediato sobre una cosa, y son ejercitables frente a terceros.

## Clasificación
| Derechos reales | Derechos personales |
| --- | --- |
| Suponen una relación directa e inmediata del titular con el elemento que es objeto del derecho, del que el mismo puede disfrutar sin limitación impuesta por otra persona.. | Suponen una relación deudor-acreedor entre de dos personas, debiendo el primero cumplir con lo establecido por el segundo en términos de dar, hacer o no hacer. |
| Del titular depende el usufructo y aprovechamiento del propio derecho. | El derecho del titular depende de la acción de dar, hacer o no hacer del deudor.                                                                                |
| Su objeto del derecho se basa en un beneficio directo (un elemento constatado por el derecho).                                                                              | Su objeto del derecho es el cumplimiento de una prestación. |
| Los derechos reales se establecen en su totalidad por la ley sin intervención ninguna por parte del titular.                                                                | Los derechos personales pueden establecerse por las partes, conforme las estipulaciones que convengan (en arreglo con la ley que los regula).                   |
| En determinados casos el titular puede rechazar el derecho renunciando al elemento.                                                                                         | La prestación que es objeto del derecho supone una obligación que debe cumplirse y no se puede abandonar.                                                       |

Los derechos reales se diferencian de los derechos obligacionales:
- Por razón de las personas:
  - En los derechos reales, interviene un solo sujeto activo determinado y un sujeto pasivo colectivo e indeterminado.
  - En el derecho de crédito, además de esos mismos, figuran un sujeto pasivo individualmente determinado.
- Por razón del objeto:
  - En los derechos reales, el objeto es una cosa corporal, específica y determinada.
  - En el derecho de crédito el objeto es una prestación del deudor.
- En razón del poder que atribuyen al titular:
  - En los derechos reales, implica el poder sobre una cosa.
  - El derecho de crédito, un poder o facultad contra la persona del deudor, para exigirle una prestación de hacer o no hacer.
- Por razón de su eficacia:
  - En los derechos reales, es el prototipo de los derechos absolutos, al poder ejercitarse y hacerse efectivo erga omnes: su sujeto activo es el titular, quien ejerce sus derechos sobre la cosa y la colectividad actuaría como sujeto pasivo, al verse obligado a no perturbar las potestades que el titular ejerce sobre la cosa.
  - El derecho obligacional es el típico derecho relativo (inter partes), porque solo puede hacerse efectivo con la persona del deudor como sujeto pasivo, en contraposición al acreedor, que actúa como sujeto activo.
- Por la importancia que la ley y la voluntad tienen en su creación:
  - En los derechos reales, toma su configuración de la ley y obedece al principio de orden público. Los diferentes derechos reales y los modos de adquirirlos, por su relevancia para los ordenamientos jurídicos nacionales, suelen estar establecidos exclusivamente en la ley, es decir, responden a un numerus clausus
  - El derecho de obligación se rige el principio de autonomía de la voluntad, razón por la cual existen tantas obligaciones como figuras jurídicas se puedan imaginar.
- Por razón del origen:
  - Los derechos reales precisan de un título y de un modo de adquirir, establecidos por la ley.
  - Los derechos de obligación nacen de las fuentes de las obligaciones, las que en el derecho romano clásico son el contrato y el delito, variando en los distintos ordenamientos jurídicos modernos. No son susceptibles de usucapión.
- Por razón de su duración y causas de extinción:
  - Los derechos reales tienen de ordinario naturaleza perpetua, su ejercicio lo consolida, pero pereciendo la cosa, se produce la extinción del derecho.
  - El derecho de obligación tiene una naturaleza limitada, "nace para morir", puesto que su ejercicio lo extingue, y subsiste aún desapareciendo la cosa sobre la que recae (salvo que por ello obre un modo de extinguir las obligaciones).
- Por objeto de protección registral.
  - Los derechos reales, en especial el de naturaleza inmueble, suelen ser protegido por el ordenamiento jurídico mediante su inscripción en un registro especial de naturaleza pública, lo que acredita su dominio o, en su caso, su posesión.
  - El derecho de obligación, salvo excepcionalmente, no es protegido mediante registro.

## Elius ad rem
El ius ad rem históricamente fue un derecho que, sin llegar a atribuir un poder inmediato sobre la cosa, tampoco dejaba reducidos a meros efectos obligacionales los actos realizados. Se originó en el Derecho romano y se aplicaba en aquellos casos en que habiéndose adquirido una cosa, todavía no había sido entregada.
En la actualidad se entiende que es aquella titularidad que se atribuye a un sujeto en virtud de una ley, un contrato, un testamento, una resolución judicial, para obtener la posesión o utilidad económica de una cosa determinada que aún no tiene. Los supuestos más comunes son: la anotación preventiva y la doble venta.
El ius ad rem es mayoritariamente rechazado por la doctrina jurídica española.

## Derechos realesin faciendo
Los derechos reales in faciendo es el vínculo jurídico entre dos personas; son aquellos que confieren a su titular el derecho a obtener del sujeto pasivo una determinada conducta o prestación.
Respecto a su naturaleza jurídica, se ha afirmado que son auténticos derechos reales, pues el contenido obligacional no tiene autonomía propia, sino que existe como consecuencia de los mismos derechos reales; sin embargo, el punto es discutido y hay quienes consideran que se trata de derechos personales.
Se mencionan como supuestos de derechos reales in faciendo a las servidumbres positivas, a los censos y, modernamente, al aprovechamiento urbanístico inscrito en el Registro de la propiedad separado del suelo, que puede incluso ser objeto de hipoteca. Por derechos reales in faciendo, se entienden aquellos en que los terceros se encuentran obligados no solo a tolerar, sino a un hacer a favor del titular del derecho.
En un principio, pareciera una noción absurda, pues implicaría que en los derechos reales existiera un sujeto pasivo determinado y se ampliaría su obligación no solo a un simple tolerar sino, inclusive, a un hacer, lo que implicaría una acción por parte del mismo.
No obstante, opinamos[¿quién?] que el concepto de derechos reales in faciendo es plenamente aplicable en nuestro derecho, al menos en el caso del derecho real de servidumbre voluntaria, pues el dueño del predio sirviente pudiera, hipotéticamente, estar obligado a un hacer, si a eso se obligara en el negocio constitutivo (v. gr. arreglar y mantener un buen estado las condiciones del camino establecido).

## Obligacionespropter rem
Las obligaciones propter rem son aquellas en que el obligado no está determinado sino por su relación con la cosa.
Son considerados una subespecie de la categoría ob rem, es decir, aquel derecho u obligación que tiene su origen en una cosa determinada, que se goza o que está gravado con él mientras se es titular de dicha cosa y precisamente por serlo.
Como ejemplo de titularidad ob rem se puede mencionar a la propiedad horizontal y como obligación propter rem la de contribuir a los gastos comunes.

## Clasificaciones de los derechos reales

### Doctrina venezolana
- Derechos de goce y disposición.
- Derechos de simple goce.
- Derechos de garantía.

### Doctrina Alemana
- Derechos reales provisionales (posesión).
- Derechos reales definitivos.

### Doctrina Española
- Sobre cosas corporales (no siempre)
  - De protección provisoria.
  - De protección perfecta y definitiva.
    - Plenos.
    - Limitados: goce, garantía y adquisición.
- Sobre bienes incorporales.

## Regulación por países

### Argentina
Los derechos reales están regulados actualmente en el Libro Cuarto del nuevo Código Civil y Comercial de la Nación, tras la unificación de ambos códigos, producida en el año 2014, con la sanción de la ley 26.994. Anteriormente, se encontraban regulados en el Libro Tercero del Código Civil de la República Argentina de 1869 redactado por Dalmacio Vélez Sársfield, con las modificaciones pertinentes de la 17.711 de 1968. Con relación al método del código derogado se puede afirmar que
El autor reproduce el método de Mackeldey, como lo especifica en la nota inicial al libro tercero, diciendo "al tratar de las cosas y de la posesión antes que de los derechos reales, seguimos la opinión y el método de Mackeldey, porque las cosas y la posesión son los elementos de los derechos reales". Tanto en la codificación de Vélez como en el código vigente se aplica el sistema de numerus clausus, debido a que solo pueden constituirse los enumerados por ley, tales derechos son el dominio, el condominio, la propiedad horizontal, los conjuntos inmobiliarios, el tiempo compartido, el cementerio privado, la superficie, el usufructo, el uso, la habitación, la servidumbre, la hipoteca, la antícresis y la prenda.

#### Dominio
Es el derecho real que otorga todas las facultades de usar, gozar y disponer material y jurídicamente de una cosa, dentro de los límites previstos por la ley. El dominio se presume perfecto hasta que se pruebe lo contrario.

#### Condominio
Condominio es el derecho real de propiedad sobre una cosa que pertenece en común a varias personas y que corresponde a cada una por una parte indivisa. Las partes de los condóminos se presumen iguales, excepto que la ley o el título dispongan otra proporción.

#### Usufructo
Es el derecho de usar y gozar, pero no disponer la cosa, inclusive su uso es menos amplio que el del dueño, ya que debe sujetarse al destino determinado por este último. 

#### Uso
Al igual que el usufructo, es el derecho de usar y gozar de una cosa, pero no en su totalidad, sino solo en cuanto le sea preciso para satisfacer necesidades personales y las de su familia. 
Habitación
Por su parte, la habitación no es más que el derecho de uso cuando recae sobre una casa, dando la utilidad de morar en ella.

#### Servidumbre
Servidumbre es el derecho real, perpetuo o temporario sobre un inmueble ajeno, en virtud del cual se puede usar de él, o ejercer ciertos derechos de disposición, o bien impedir que el propietario ejerza algunos de sus derechos de propiedad.

#### Hipoteca
Derecho sobre la cosa ajena que tiene por finalidad garantizar al titular del derecho de hipoteca, el pago de la deuda, sin traslado de posesión.

#### Prenda
Es un derecho real de garantía sobre una cosa mueble. A diferencia de la hipoteca, esta sí se transfiere al acreedor, a menos que se trate de la prenda sin desplazamiento, que no se transfiere.

#### Anticresis
La anticresis es el derecho en virtud del cual, en garantía y pago de un crédito determinado en dinero, un inmueble es entregado al acreedor para que perciba sus frutos y los impute a dicho pago de una ganancia. 

#### Propiedad horizontal
Es el derecho real que se ejerce sobre un inmueble propio que otorga a su titular facultades de uso, goce y disposición material y jurídica que se ejercen sobre partes privativas y sobre partes comunes de un edificio, de conformidad con lo que establece este Título y el respectivo reglamento de propiedad horizontal. Las diversas partes del inmueble así como las facultades que sobre ellas se tienen son interdependientes y conforman un todo no escindible.

#### Superficie
Es un derecho real temporario, que se constituye sobre un inmueble ajeno, que otorga a su titular la facultad de uso, goce y disposición material y jurídica del derecho de plantar, forestar o construir, o sobre lo plantado, forestado o construido en el terreno, el vuelo o el subsuelo, según las modalidades de su ejercicio y plazo de duración establecidos en el título suficiente para su constitución y dentro de lo previsto en este Título y las leyes especiales.

### Chile
El Código Civil de Chile se inclina por la doctrina del numerus clausus en cuanto a la enumeración de los distintos derechos reales, siendo tales, en consecuencia, aquellos que la ley establece.
Es decir, solo la ley puede crear derechos reales.
El artículo 577, inciso 1.º, define el derecho como aquel "que tenemos sobre una cosa sin respecto a determinada persona". El inciso 2.º del mismo artículo los enumera:
- Dominio
- Herencia
- Usufructo
- Uso y habitación
- Servidumbres activas
- Prenda
- Hipoteca

En el artículo 579 señala que el censo es un derecho personal en cuanto puede dirigirse contra el censuario, aunque no esté en posesión de la finca acensuada, y derecho real en cuanto se persiga esta.
Tratándose de las concesiones del dominio público minero o de las aguas (artículos 2.º del Código de Minería y 6.º del Código de Aguas), la legislación chilena también habla de derechos reales, aunque en estos casos se trata técnicamente de concesiones.
- Derecho Real de Conservación.

Se encuentra establecido y regulado en la ley número 20.930, que "Establece el Derecho Real  de Conservación Medioambiental", y está definido en el inciso primero del artículo segundo de la misma, en el cual se señala:
"Definiciones. El derecho de conservación es un derecho real que consiste en la facultad de conservar el patrimonio ambiental de un predio o de ciertos atributos o funciones de éste. Este derecho se constituye en forma libre y voluntaria por el propietario del predio en beneficio de una persona natural o jurídica determinada."

### España
En España aparte de la propiedad o dominio, son también derechos reales: la posesión, el usufructo, el uso, la habitación, el censo, la servidumbre, entre otros, pues no existe límite a la existencia de derechos reales.
El problema no es de numerus clausus, sino que los derechos precisan llenar los requisitos de fondo y forma que impone la especial naturaleza de los mismos, para ser considerados derechos reales.
El titular de un derecho real goza del uso de determinadas acciones sumarias para la defensa frente a quien lo inquiete en el goce natural del derecho:
1. La propiedad: acción reivindicatoria.
2. La posesión: no inscribible.
3. Los derechos de usufructo, uso y habitación: inmediatez.
4. Las servidumbres: acción confesoria.
5. Los censos: aunque regulados en el Libro IV del Código Civil, son derechos reales.
6. El derecho de superficie: Ley del Suelo.
7. La prenda y la hipoteca: acción directa.
8. La anticresis: controvertida; sí es derecho real según la Dirección General del Registro y del Notariado español.
9. El derecho de retracto: mixta si se anota.
10. El derecho de tanteo: si la doctrina y la jurisprudencia es favorable.
11. El derecho de opción: sí, siempre que no se trate un compromiso personal o promesa de venta.

### México
Los derechos reales reconocidos en México se clasifican de dos formas; la primera denominada de goce en donde encontramos: propiedad, uso, usufructo, habitación, servidumbre, superficie; la segunda se denomina de garantía: prenda, hipoteca. Encontramos también la condición resolutoria de la venta, el pacto de reserva, el derecho de retención, la propiedad intelectual y la propiedad industrial.

### El Salvador
Según la legislación salvadoreña, los tipos de Derechos Reales son:
1 El dominio
2 Herencia
3 Usufructo
4 Uso o habitación
5 Servidumbres activas
6 Prenda
7 Hipoteca

### Guatemala
En la legislación guatemalteca, los derechos reales están incluidos en el Libro II del Código Civil, también conocido como Decreto Ley 106. Este libro se nomina como: De los bienes de la propiedad y demás derechos reales.
Según el Código Civil de Guatemala, los derechos reales son los siguientes:
1. Propiedad, como el derecho real por excelencia, otorga un poder amplio e inmediato (de goce, disposición y persecución) sobre la cosa.
2. Posesión, que no implica la mera tenencia temporal de la cosa, sino el ánimo de aprovecharse de ésta, téngase o no título sobre la misma.
3. Usucapión, entendida como la prescripción adquisitiva, que se basa necesariamente en la previa posesión para que por el transcurso del tiempo se transforme en propiedad.
4. Accesión, que deviene en complemento de la propiedad en cuanto los frutos naturales y civiles que la cosa produce, pertenecen al propietario.
5. Usufructo, uso y habitación, que respectivamente, en razón del aprovechamiento de los frutos y del goce de la cosa, producen respecto al titular de esos derechos una relación inmediata y directa sobre de aquella.
6. Servidumbres, que crean una relación directa de dependencia entre dos o más inmuebles, o parte de éstos, a favor y en beneficio de otro u otros inmuebles.
7. Hipoteca y prenda, la primera que recae sobre bienes inmuebles y la segunda sobre bienes muebles, para garantizar la obligación con preferencia a cualquier acreedor, anterior o posterior en el tiempo que no hubiese inscrito similar derecho con antelación.

### México
- José Arce y Cervagontes. De los Bienes. México: Porrua.
- Antonio de Ibarrola, Cosas y sucesiones. México: Porrua.
- Felipe de la Mata Pizaña y Roberto Garzón Jiménes, Bienes y derechos reales. México: Porrua.

### España
- Díez-Picazo, Luis; Gullón Ballesteros, Antonio (1998). Instituciones de Derecho civil. II/1 Derechos reales (2.ª edición). Madrid: Tecnos. ISBN 9788430931880.
- Rivero Hernández, Francisco (09/2019). Los derechos reales de goce en cosa ajena (1.ª Edición edición). España: Aranzadi. p. 1018. ISBN 9788413080024. Consultado el 28 de septiembre de 2021.

### Puerto Rico
- Código Civil de Puerto Rico, Título 31 de las Leyes de Puerto Rico, Anotadas.
- José Puig Brutau. Fundamentos de Derecho Civil. Tomo III, Volumen 1, "El Derecho Real - La posesión, La propiedad, sus Límites, Adquisición y Pérdida, Ejercicio de Acciones".

- Datos: Q248350